# 吞併約旦河谷
吞併約旦河谷（英文：Annexation of the Jordan Valley）是以色列對約旦河谷行使主權的提議。自從以色列於1967年開始佔領約旦河西岸以來，一些以色列政客就一直在倡導這一主意，最著名的是實施了《阿隆計劃》和《2020年川普和平計劃》。

## 約旦河谷概說
根據卜采萊姆的說法，該地區有65,000名巴勒斯坦人和大約11,000名以色列定居者。
據現在和平稱，該提案包括30個定居點，包括12778名定居者，18個非法前哨，15個A區和B區社區，包括44175名巴勒斯坦人和C區的48個牧民社區，其中包括8775名巴勒斯坦人。
將被吞併的面積約佔西岸的22％，其中90％在C區，而20％的土地是巴勒斯坦人擁有的。

## 提案

### 艾倫計劃
該阿隆計劃是分區計劃約旦河西岸之間，以色列和約旦哈希姆王國，創造一個德魯茲狀態在以色列佔領的戈蘭高地，而大部分的西奈半島回到阿拉伯控制。該計劃是由以色列部長伊格勒·阿隆於1967年6月六日戰爭後不久起草的。該計劃的主要目標是將約旦河谷的大部分地區從河流吞併到東耶路撒冷西岸山脊的東坡。和Etzion集團，前往以色列。西岸剩餘大部分巴勒斯坦人口的剩餘部分將成為巴勒斯坦自治領土，或返回約旦，包括一條通過耶利哥通往約旦的走廊。約旦國王侯賽因拒絕了該計劃。艾倫於1980年去世，次年以色列政府通過了《戈蘭高地法》，實際上吞併了大部分省。

### 內塔尼亞胡計劃
2020年4月，利库德集团和蓝白党签署联合政府协议，从当年7月1日开始推进吞并约旦河西岸部分地区的计划。所涉土地面积约占约旦河西岸地区的30%。该计划遭到巴勒斯坦方面的强烈反对。这一计划后被推迟。2022年12月22日，以色列候任总理内塔尼亚胡同意重启吞并约旦河西岸部分领土的计划。

## 外部連結
1. ↑  . B'Tselem. 2017-11-17  [2019-09-15]. （原始内容存档于2020-04-22）.
2. ↑  . Aljazeera. 11 September 2019  [11 September 2019]. （原始内容存档于2020-01-09）.
3. ↑  . PeaceNow. 2019-09-11  [2019-09-15]. （原始内容存档于2020-02-02）.
4. ↑  .   [2022-12-23]. （原始内容存档于2022-12-23）.